# 名古屋大賞典
名古屋大賞典（なごやだいしょうてん）は、愛知県競馬組合が名古屋競馬場で施行する地方競馬の重賞（ダートグレード競走）競走である。格付けはJpnIII。2023年までは中日新聞社が優勝杯を提供しており、正式名称は「中日新聞杯 名古屋大賞典」であったが、2024年より農林水産省が賞を提供するため、「農林水産大臣賞典 名古屋大賞典」となる。

## 概要
1977年に5歳（現4歳）から10歳（現9歳）の別定の東海地区限定の重賞競走、名古屋大賞典として創設、第1回は名古屋競馬場のダート1900mで施行された。
1987年の第11回競走を最後に、3月開催へ移す為に1988年は施行されず、1996年からは東海地区グレード制施行によりSP1に指定されると同時に中央・地方全国指定交流競走に指定され、中央競馬および他地区所属馬が出走可能となり、更に負担重量を定量に変更した。
1997年からはダートグレード競走施行によりGIII（統一GIII）に格付け、2000年からは負担重量をグレード別定に変更、2005年から出走資格を4歳（旧5歳）以上に変更、2006年は前年の名古屋グランプリが降雪で中止になった事に伴い、農林水産大臣賞典の副称が付いた。
2023年からは名古屋競馬場の移転に伴いダート2000mに変更された。
2023年までは名古屋競馬場における春の名物競走で、フェブラリーステークス後のGIIIクラスということもありGI級勝ち馬の参戦は稀で、中央競馬の重賞クラスの競走馬が例年出走する傾向があった。中央競馬の重賞クラスの競走馬にとっては、躍進のきっかけとなる競走であり、スマートファルコン、ニホンピロアワーズ、ホッコータルマエ、アウォーディー、ケイティブレイブは後にGI級競走優勝馬となっている。
2024年より古馬中距離路線のローテーション整備の一環で、施行時期を12月に移行し、出走条件が4歳以上から3歳以上に、負担重量がハンデキャップに変更される。

### 条件・賞金（2024年）
出走条件
サラブレッド系3歳以上、指定交流。
- 東海菊花賞の優勝馬に本競走の優先出走権がある。

負担重量
ハンデキャップ。
賞金
1着3000万円、2着1050万円、3着600万円、4着450万円、5着300万円、着外30万円。
副賞
農林水産大臣賞、日本中央競馬会理事長賞、日本馬主協会連合会長奨励賞、地方競馬全国協会理事長賞、NAR生産牧場賞、（一社）日本地方競馬馬主振興協会会長賞、（一社）愛知県馬主協会会長賞、愛知県競馬組合管理者賞、開催執務委員長賞。

### 過去の賞金額
中央競馬・地方競馬全国指定交流競走に指定された1996年以降
| 回数             | 総額賞金 （万円） | 1着賞金 （万円） | 2着賞金 （万円） | 3着賞金 （万円） | 4着賞金 （万円） | 5着賞金 （万円） |
| ---------------- | ----------------- | ---------------- | ---------------- | ---------------- | ---------------- | ---------------- |
| 第19回（1996年） | 6,800             | 4,000            | 1,360            | 680              | 480              | 280              |
| 第20回（1997年） | 5,550             | 3,000            | 1,200            | 600              | 450              | 300              |
| 第21回（1998年） | 5,550             | 3,000            | 1,200            | 600              | 450              | 300              |
| 第22回（1999年） | 5,550             | 3,000            | 1,200            | 600              | 450              | 300              |
| 第23回（2000年） | 5,340             | 3,000            | 1,050            | 600              | 420              | 270              |
| 第24回（2001年） | 5,100             | 3,000            | 1,050            | 510              | 330              | 210              |
| 第25回（2002年） | 5,100             | 3,000            | 1,050            | 510              | 330              | 210              |
| 第26回（2003年） | 5,100             | 3,000            | 1,050            | 510              | 330              | 210              |
| 第27回（2004年） | 5,100             | 3,000            | 1,050            | 510              | 330              | 210              |
| 第28回（2005年） | 5,100             | 3,000            | 1,050            | 510              | 330              | 210              |
| 第29回（2006年） | 4,650             | 3,000            | 900              | 360              | 240              | 150              |
| 第30回（2007年） | 4,650             | 3,000            | 900              | 360              | 240              | 150              |
| 第31回（2008年） | 4,350             | 3,000            | 750              | 300              | 180              | 120              |
| 第32回（2009年） | 4,350             | 3,000            | 750              | 300              | 180              | 120              |
| 第33回（2010年） | 3,750             | 2,500            | 650              | 350              | 150              | 100              |
| 第34回（2011年） | 3,150             | 2,100            | 546              | 273              | 126              | 105              |
| 第35回（2012年） | 3,150             | 2,100            | 546              | 273              | 126              | 105              |
| 第36回（2013年） | 3,150             | 2,100            | 546              | 273              | 126              | 105              |
| 第37回（2014年） | 3,150             | 2,100            | 546              | 273              | 126              | 105              |
| 第38回（2015年） | 3,150             | 2,100            | 546              | 273              | 126              | 105              |
| 第39回（2016年） | 3,150             | 2,100            | 546              | 273              | 126              | 105              |
| 第40回（2017年） | 3,150             | 2,100            | 546              | 273              | 126              | 105              |
| 第41回（2018年） | 3,150             | 2,100            | 504              | 252              | 168              | 126              |
| 第42回（2019年） | 3,150             | 2,100            | 525              | 252              | 168              | 105              |
| 第43回（2020年） | 3,360             | 2,100            | 588              | 336              | 210              | 126              |
| 第44回（2021年） | 3,740             | 2,200            | 704              | 396              | 264              | 176              |
| 第45回（2022年） | 3,740             | 2,200            | 704              | 396              | 264              | 176              |
| 第46回（2023年） | 4,375             | 2,500            | 825              | 500              | 325              | 225              |
| 第47回（2024年） | 5,400             | 3,000            | 1,050            | 600              | 450              | 300              |

※上記総額賞金に、着外賞金は含まれない。2023年の着外賞金は25万円であった。

## 歴史
- 1977年 - 名古屋競馬場のダート1900mの5歳（現4歳）から10歳（現9歳）の別定の東海地区限定重賞競走、名古屋大賞典として創設。
- 1985年 - 笠松の後藤保が調教師として史上初の連覇。
- 1988年 - 施行時期の変更により施行せず。
- 1991年
  - 愛知のハヤブサモンが史上初の連覇。
  - 愛知の伊藤辰雄が調教師として2人目の連覇。
- 1996年
  - 東海地区グレード制施行によりSP1に指定。
  - 中央・地方全国指定交流競走に指定。
  - 負担重量を定量に変更。
- 1997年 - ダート競走格付け委員会にGIII（統一GIII）に格付け。
- 2000年
  - 負担重量を別定に変更。
  - JRAのオースミジェットが2頭目の連覇。
  - JRAの白井寿昭が調教師として3人目の連覇。
- 2001年
  - 馬齢表示の国際基準への変更に伴い、出走条件が「5歳から10歳」から「4歳から9歳」に変更。
  - 四位洋文が騎手として史上初の3連覇。
- 2005年
  - 出走資格を「4歳から9歳」から「4歳以上」に変更（10歳以上の競走馬が出走可能となる）。
  - JRAのクーリンガーが3頭目の連覇。
  - JRAの岩元市三が調教師として4人目の連覇。
- 2006年 - 副称に農林水産大臣賞典が付く。
- 2007年 - ICSCの勧告により、格付けを統一JpnIIIに変更。
- 2020年 - COVID-19の流行により客を入れずに「無観客競馬」として開催。
- 2022年
  - JRAのクリンチャーが4頭目の連覇。
  - JRAの宮本博が調教師として5人目の連覇。
  - 発売金額が884,710,700円となり、発売金額レコードを更新。
- 2023年 - 名古屋競馬場の移転に伴い、施行距離をダート2000mに変更。
- 2024年 
  - 「全日本的なダート競走の体系整備」に伴い、施行時期を12月に、出走資格を3歳以上に、負担重量をハンデキャップにそれぞれ変更。
  - 競走名を「農林水産大臣賞典 名古屋大賞典」に変更し、競走名の中日新聞杯が外れる。

### 歴代優勝馬
| 回数   | 施行日         | 優勝馬             | 性齢 | 所属   | タイム | 優勝騎手   | 管理調教師 | 馬主                           |
| ------ | -------------- | ------------------ | ---- | ------ | ------ | ---------- | ---------- | ------------------------------ |
| 第1回  | 1977年12月21日 | ブレーブボーイ     | 牡3  | 名古屋 | 2:02.7 | 山田義男   | 大薮憲三   |                                |
| 第2回  | 1978年11月6日  | スズカオーヒメ     | 牝5  | 名古屋 | 2:03.5 | 白坂芳文   | 西山好夫   |                                |
| 第3回  | 1979年12月23日 | ダイタクチカラ     | 牡5  | 笠松   | 1:59.7 | 山田義男   | 倉間昭夫   |                                |
| 第4回  | 1980年12月17日 | イチコンコルドオウ | 牡6  | 名古屋 | 2:01.5 | 坂本敏美   | 青山高司   |                                |
| 第5回  | 1981年12月23日 | ハローキング       | 牡6  | 名古屋 | 2:02.2 | 田中敏和   | 野島三喜雄 |                                |
| 第6回  | 1982年12月22日 | ゴールドレツト     | 牡3  | 名古屋 | 2:02.0 | 原口次夫   | 磯村林三   |                                |
| 第7回  | 1983年12月21日 | ミヤジダケオー     | 牡5  | 名古屋 | 2:02.6 | 田中敏和   | 野島三喜雄 |                                |
| 第8回  | 1984年12月27日 | マツノセイザン     | 牡4  | 笠松   | 2:01.2 | 安藤勝己   | 後藤保     |                                |
| 第9回  | 1985年12月25日 | カウンテスアツプ   | 牡4  | 笠松   | 2:01.2 | 安藤勝己   | 後藤保     |                                |
| 第10回 | 1986年12月3日  | グレートローマン   | 牡5  | 名古屋 | 2:01.4 | 田中敏和   | 野島豊     | 上川廣                         |
| 第11回 | 1987年12月2日  | ワカオライデン     | 牡6  | 笠松   | 2:02.7 | 井上孝彦   | 荒川友司   | 小塚美近                       |
| 第12回 | 1989年3月21日  | フエートノーザン   | 牡6  | 笠松   | 2:04.7 | 安藤勝己   | 吉田秋好   | 高橋義和                       |
| 第13回 | 1990年3月21日  | ハヤブサモン       | 牡5  | 名古屋 | 2:01.0 | 安部幸夫   | 伊藤辰雄   | 中村勝男                       |
| 第14回 | 1991年3月21日  | ハヤブサモン       | 牡6  | 名古屋 | 2:02.9 | 安部幸夫   | 伊藤辰雄   | 中村勝男                       |
| 第15回 | 1992年3月20日  | ベッスルエース     | 牡4  | 笠松   | 2:01.3 | 安藤光彰   | 飯干秀人   | 舩橋武雄                       |
| 第16回 | 1993年3月17日  | ロングニュートリノ | 牡8  | 笠松   | 2:03.0 | 松原義夫   | 青木和夫   | 中井長一                       |
| 第17回 | 1994年3月21日  | ウットマン         | 牡4  | 笠松   | 2:03.6 | 濱口楠彦   | 荒川友司   | 上野助治                       |
| 第18回 | 1995年3月21日  | ポスターフェイス   | 牡6  | 笠松   | 2:02.3 | 青木達彦   | 柴田高志   | 西尾明彦                       |
| 第19回 | 1996年3月20日  | キョウトシチー     | 牡5  | JRA    | 2:02.6 | 松永幹夫   | 中尾謙太郎 | （株）友駿ホースクラブ         |
| 第20回 | 1997年3月20日  | メイショウアムール | 牡6  | JRA    | 2:01.2 | 河内洋     | 高橋直     | 松本好雄                       |
| 第21回 | 1998年3月4日   | メイショウモトナリ | 牡4  | JRA    | 2:03.2 | 安田康彦   | 安田伊佐夫 | 松本好雄                       |
| 第22回 | 1999年3月24日  | オースミジェット   | 牡5  | JRA    | 2:01.9 | 四位洋文   | 白井寿昭   | 山路秀則                       |
| 第23回 | 2000年3月20日  | オースミジェット   | 牡6  | JRA    | 2:02.3 | 四位洋文   | 白井寿昭   | 山路秀則                       |
| 第24回 | 2001年3月21日  | マンボツイスト     | 牡6  | JRA    | 2:00.6 | 四位洋文   | 古川平     | 田原源一郎                     |
| 第25回 | 2002年3月21日  | トーホウエンペラー | 牡6  | 水沢   | 2:01.9 | 菅原勲     | 千葉四美   | 東豊物産（株）                 |
| 第26回 | 2003年3月12日  | マルカセンリョウ   | 牡5  | 名古屋 | 2:01.2 | 上松瀬竜一 | 瀬戸口悟   | 大西和子                       |
| 第27回 | 2004年3月10日  | クーリンガー       | 牡5  | JRA    | 2:01.2 | 和田竜二   | 岩元市三   | 林進                           |
| 第28回 | 2005年3月2日   | クーリンガー       | 牡6  | JRA    | 2:01.5 | 和田竜二   | 岩元市三   | 林進                           |
| 第29回 | 2006年3月21日  | ドンクール         | 牡4  | JRA    | 2:00.6 | 岩田康誠   | 梅内忍     | 山田貢一                       |
| 第30回 | 2007年3月28日  | アルドラゴン       | 牡6  | JRA    | 2:04.4 | 藤田伸二   | 昆貢       | （有）エーティー               |
| 第31回 | 2008年3月20日  | メイショウトウコン | 牡6  | JRA    | 2:00.6 | 武幸四郎   | 安田伊佐夫 | 松本好雄                       |
| 第32回 | 2009年3月25日  | スマートファルコン | 牡4  | JRA    | 2:01.8 | 岩田康誠   | 小崎憲     | 大川徹                         |
| 第33回 | 2010年3月17日  | ラヴェリータ       | 牝4  | JRA    | 2:02.1 | 岩田康誠   | 松元茂樹   | 前田幸治                       |
| 第34回 | 2011年3月21日  | エスポワールシチー | 牡6  | JRA    | 1:58.4 | 佐藤哲三   | 安達昭夫   | （株）友駿ホースクラブ         |
| 第35回 | 2012年3月22日  | ニホンピロアワーズ | 牡5  | JRA    | 2:01.4 | 幸英明     | 大橋勇樹   | 小林百太郎                     |
| 第36回 | 2013年3月20日  | ホッコータルマエ   | 牡4  | JRA    | 1:59.8 | 幸英明     | 西浦勝一   | 矢部幸一                       |
| 第37回 | 2014年3月26日  | ダノンカモン       | 牡8  | JRA    | 2:01.9 | 川田将雅   | 池江泰寿   | （株）ダノックス               |
| 第38回 | 2015年3月26日  | メイショウコロンボ | 牡6  | JRA    | 2:00.8 | 武幸四郎   | 角田晃一   | 松本好雄                       |
| 第39回 | 2016年3月17日  | アウォーディー     | 牡6  | JRA    | 2:01.2 | 武豊       | 松永幹夫   | 前田幸治                       |
| 第40回 | 2017年3月30日  | ケイティブレイブ   | 牡4  | JRA    | 2:02.5 | 福永祐一   | 目野哲也   | 瀧本和義                       |
| 第41回 | 2018年3月29日  | サンライズソア     | 牡4  | JRA    | 2:02.4 | M.デムーロ | 河内洋     | 松岡隆雄                       |
| 第42回 | 2019年3月14日  | グリム             | 牡4  | JRA    | 2:02.1 | 武豊       | 野中賢二   | （株）カナヤマホールディングス |
| 第43回 | 2020年3月12日  | ロードゴラッソ     | 牡5  | JRA    | 2:02.0 | 川田将雅   | 藤岡健一   | （株）ロードホースクラブ       |
| 第44回 | 2021年3月11日  | クリンチャー       | 牡7  | JRA    | 2:00.0 | 川田将雅   | 宮本博     | 前田幸治                       |
| 第45回 | 2022年3月10日  | クリンチャー       | 牡8  | JRA    | 2:03.4 | 川田将雅   | 宮本博     | 前田幸治                       |
| 第46回 | 2023年3月16日  | ハギノアレグリアス | 牡6  | JRA    | 2:08.2 | 川田将雅   | 四位洋文   | 日隈良江                       |
| 第47回 | 2024年12月19日 | ミッキーファイト   | 牡3  | JRA    | 2:07.4 | 戸崎圭太   | 田中博康   | 野田みづき                     |

### 各回競走結果の出典
- 名古屋大賞典（Jpn3）　歴代優勝馬- 地方競馬全国協会
- JBISサーチより
  - 2015年、2016年、2017年、2018年、2019年、2020年、2021年、2022年、2023年